# Mas Nofre
Mas Nofre és un monument del municipi de Sant Gregori (Gironès) protegit com a bé cultural d'interès local.

## Descripció
Antiga masia de planta rectangular desenvolupada en planta baixa i una planta pis. Les parets portants són de maçoneria i carreus desiguals revestits a les façanes amb un arrebossat que deixa a la vista els carreus de les obertures i les cantonades. La porta d'accés i les finestres són emmarcades amb carreus bisellats, l'ampit de les finestres és una pedra motllurada que descansa sobre tres grossos carreus. A la llinda hi ha motius religiosos cisellats de pedra. La coberta és de teula àrab a dues vessants acabada amb un ràfec de doble filera de teules i rajols. L'interior és estructurat en tres crugies perpendiculars a la façana principal, els sostres són fets amb bigues de fusta. Anteriorment, a la planta baixa hi havia un cel ras de rajol en forma de volta.

## Història
Algunes obertures de l'interior són emmarcades amb carreus de pedra, en una d'elles hi ha cisellat a la llinda l'any 1627.